# 大溫泉迴廊

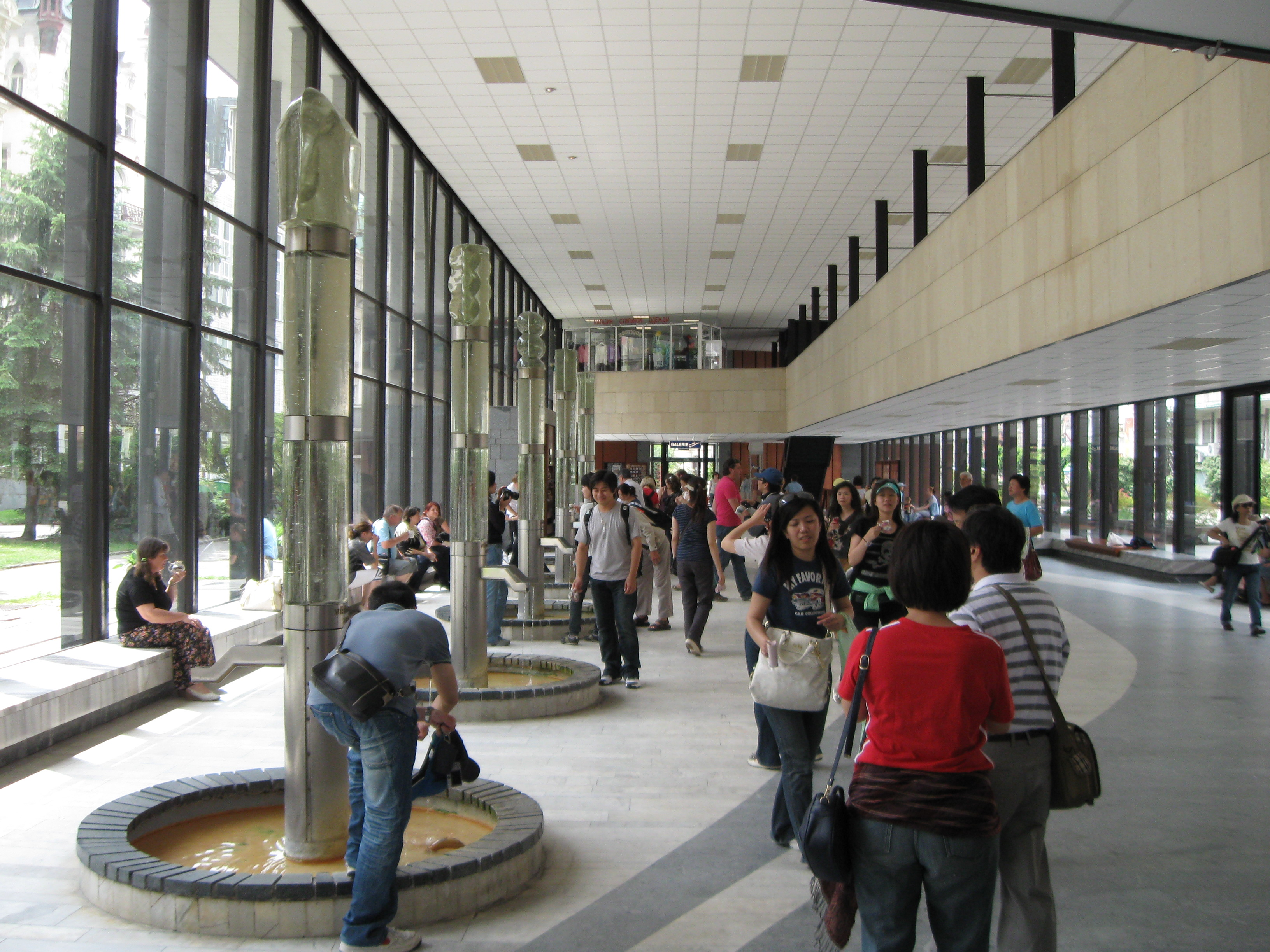

大溫泉迴廊（Vřídelní kolonáda）是位於捷克城市卡羅維發利的一座溫泉設施。大溫泉迴廊內有多處溫泉泉眼，這些溫泉泉眼的溫度各不相同，分別是30、50、50、72和72攝氏度。現在的大溫泉迴廊修建於1975年，是一座功能主義建築。

## 外部連結
- 维基共享资源上的相關多媒體資源：大溫泉迴廊